# Суррогат (фильм)
«Суррогат» (англ. The Sessions; первоначальное название англ. The Surrogate) — трагикомедийный независимый художественный фильм режиссёра Бена Льюина. Премьера картины состоялась в январе 2012 года на фестивале независимого кино «Сандэнс», где она была удостоена нескольких призов. Фильм основан на реальных событиях, в частности на эссе «В поисках секс-суррогата» журналиста и поэта Марка О'Брайена. Главные роли в фильме исполнили Джон Хоукс, Хелен Хант и Уильям Мэйси.
Фильм был высоко оценён ведущими мировыми кинокритиками, в особенности выделялись положительные оценки актёрских работ Джона Хоукса, Хелен Хант и Уильяма Мэйси. Некоторые сравнивали роль Хоукса с «оскароносным» перевоплощением Дэниела Дэй-Льюиса в «Моей левой ноге».

## Сюжет
Сюжетная подоплёка картины затрагивает эпизод жизни 38-летнего поэта и журналиста Марка О'Брайена (Джон Хоукс), в шестилетнем возрасте пережившем полиомиелит. Понимая, что много не проживёт, он решает избавиться от девственности и прибегнуть к услугам секс-суррогата. Таковой оказывается уже немолодая Шерил Коэн Грин (Хелен Хант), с которой Марк быстро находит общий язык.
Большую часть своего времени О’Брайен проводит в разговорах со святым отцом Бренданом (Уильям Мэйси) — его единственным другом и советчиком, выступающим в роли своеобразного личного психолога Марка.

## В ролях
- Джон Хоукс — Марк О’Брайен
- Хелен Хант — Шерил Коэн Грин
- Уильям Мэйси — отец Брендан
- Мун Бладгуд — Вера
- Анника Маркс — Аманда
- Уильям Эрл Браун — Род
- Блэйк Линдсли — Лора Уайт
- Адам Аркин — Джош
- Робин Вайгерт — Сьюзан
- Расти Швиммер — Джоан

## Создание
Идея начать разработку подобного проекта пришла в голову режиссёру Бену Льюину в конце 2006 года, когда он прочитал небольшое эссе недавно умершего журналиста Марка О’Брайена под названием «В поисках секс-суррогата», в котором тот рассказывал о своем первом сексуальном опыте. Льюин, сам переживший в детстве полиомиелит, почувствовал, что если приложит все усилия, получится что-то очень мощное.
При написании сценария Льюин близко сотрудничал с людьми, которые общались с О’Брайеном последние несколько лет его жизни — подругой Сьюзан Фернбах и секс-суррогатом Шерил Коэн Грин, роль которой исполнила Хелен Хант. До утверждения на главную роль именно Джона Хоукса Льюин прослушал нескольких актёров, но ни один из них не смог наиболее точно вжиться в персонажа. Чтобы подготовиться к роли, Хоукс прочитал каждое произведение, к которому приложил руку О’Брайен, посмотрел «оскароносный» документальный фильм Джессики Ю «Уроки дыхания: Жизнь и работа Марка О'Брайена», рассказывающий о его нелёгкой жизни, и посчитал его «самым полезным инструментом, на который актёр вообще может рассчитывать». Персонаж артиста по сюжету лежит весь фильм и не двигается, поэтому после окончания съёмок Хоукс испытывал серьёзные проблемы со спиной.
Финансирование ленты, по словам Льюина, было одной из наиболее сложных проблем, так как создателями изначально задумывалось, что она войдёт в разряд «независимых». На кинофестивале «Сандэнс» картину показывали под названием The Surrogate, однако позже Fox Searchlight Pictures потребовала изменить его по причине того, что совсем недавно на экраны кинотеатров вышел боевик Surrogates («Суррогаты»).

## Критика
Ещё на «Сандэнсе» съёмочная группа и, в частности, Джон Хоукс удостоились десятиминутных аплодисментов стоя. Уже тогда Хоуксу и Хант аналитики, увидевшие ленту на фестивале, прочили номинации на премию «Оскар». Профессиональные обозреватели практически единогласно сошлись на том, что «Суррогат» — один из лучших независимых фильмов года. На сайте Rotten Tomatoes рейтинг картины составляет 91 %.
В числе основных достоинств фильма назывался мягкий юмор, сильный сценарий, трогательные моменты и мастерство актёрского состава. По мнению Рэйфера Гузмена из газеты Newsday, открытый и честный взгляд на сексуальность может оставить зрителя в ощущении чистоты и победоносности. Рецензента The Detroit News Тома Лонга «Суррогат» привёл в абсолютный восторг. Выделяется мнение журналиста examiner.com Криса Сэвина:
Джон Хоукс показал то, что называют «актёрской работой всей карьеры», Хелен Хант — бесстрашная и очаровывающая. „Суррогат“ — искреннее путешествие, которое оставит ваш эмоциональный спектр в состоянии потрясения и ошеломит ваше сердце.
Он же добавил, что Хоукс вполне может рассчитывать на «Оскар» за это «сногсшибательное» перевоплощение.
Сам Льюин о своем фильме отзывался так: «Я сам всегда с отвращением относился к душераздирающим историям. Я совсем не сентиментален, и снять душераздирающую историю… я бы просто не смог. Я просто хотел рассказать эту историю. Я готов был сделать это и за медный пятак, без известных актёров. Но каким-то образом всё это как-то разрослось, и у меня нет этому иного объяснения, кроме как то, что эта история неожиданно увлекла людей, хотя может и не так уж неожиданно. То, что она тронула меня уже было хорошим сигналом».

## Награды и номинации
| Награды и номинации                       | Награды и номинации                                    | Награды и номинации | Награды и номинации           | Награды и номинации |
| Награда                                   | Категория                                              | Номинант            | Результат                     |                     |
| ----------------------------------------- | ------------------------------------------------------ | ------------------- | ----------------------------- | ------------------- |
| «Сандэнс»                                 | «Выбор зрителей»                                       |                     | Победа                        |                     |
| «Сандэнс»                                 | Специальный приз жюри за мастерство актёрского состава |                     | Победа                        |                     |
| Кинофестиваль в Сан-Себастьяне            | «Выбор зрителей»                                       |                     | Победа                        |                     |
| Кинофестиваль в Филадельфии               | «Выбор зрителей» — почётное упоминание                 |                     | Победа                        |                     |
| Голливудский кинофестиваль                | «Прорыв года»                                          | Джон Хоукс          | Победа                        |                     |
| Международный кинофестиваль в Чикаго      | «Золотой Хьюго» за лучший фильм                        |                     | Номинация                     |                     |
| «Независимый дух»                         | «Лучшая мужская роль»                                  | Джон Хоукс          | Победа                        |                     |
| «Независимый дух»                         | «Лучшая женская роль второго плана»                    | Хелен Хант          | Победа                        |                     |
| «Спутник»                                 | «Лучший фильм»                                         |                     | Номинация                     |                     |
| «Спутник»                                 | «Лучшая режиссёрская работа»                           | Бен Льюин           | Номинация                     |                     |
| «Спутник»                                 | «Лучшая мужская роль»                                  | Джон Хоукс          | Номинация                     |                     |
| «Спутник»                                 | «Лучшая женская роль второго плана»                    | Хелен Хант          | Номинация                     |                     |
| «Спутник»                                 | «Лучший адаптированный сценарий»                       | Бен Льюин           | Номинация                     |                     |
| «Спутник»                                 | «Лучший монтаж»                                        | Лиза Бромуэлл       | Номинация                     |                     |
| Ассоциация кинокритиков Вашингтона        | «Лучшая мужская роль»                                  | Джон Хоукс          | Номинация                     |                     |
| Ассоциация кинокритиков Вашингтона        | «Лучшая женская роль второго плана»                    | Хелен Хант          | Номинация                     |                     |
| Общество кинокритиков Сан-Диего           | «Лучшая мужская роль»                                  | Джон Хоукс          | Номинация                     |                     |
| Общество кинокритиков Сан-Диего           | «Лучшая женская роль второго плана»                    | Хелен Хант          | Номинация                     |                     |
| «Выбор критиков»                          | «Лучшая мужская роль»                                  | Джон Хоукс          | Номинация                     |                     |
| «Выбор критиков»                          | «Лучшая женская роль второго плана»                    | Хелен Хант          | Номинация                     |                     |
| Общество кинокритиков Сент-Луиса          | «Лучшая мужская роль»                                  | Джон Хоукс          | Номинация                     |                     |
| Общество кинокритиков Сент-Луиса          | «Лучшая мужская роль второго плана»                    | Уильям Мэйси        | Номинация                     |                     |
| Общество кинокритиков Сент-Луиса          | «Лучшая женская роль второго плана»                    | Хелен Хант          | Победа (совместно с Энн Дауд) |                     |
| Премия Гильдии киноактёров США            | «Лучшая мужская роль»                                  | Джон Хоукс          | Номинация                     |                     |
| Премия Гильдии киноактёров США            | «Лучшая женская роль второго плана»                    | Хелен Хант          | Номинация                     |                     |
| «Золотой глобус»                          | «Лучшая мужская роль в драме»                          | Джон Хоукс          | Номинация                     |                     |
| «Золотой глобус»                          | «Лучшая женская роль второго плана»                    | Хелен Хант          | Номинация                     |                     |
| Ассоциация кинокритиков Чикаго            | «Лучшая мужская роль»                                  | Джон Хоукс          | Номинация                     |                     |
| Ассоциация кинокритиков Чикаго            | «Лучшая женская роль»                                  | Хелен Хант          | Номинация                     |                     |
| Ассоциация кинокритиков Сан-Франциско     | «Лучшая женская роль второго плана»                    | Хелен Хант          | Победа                        |                     |
| Круг кинокритиков Лондона                 | «Актриса года»                                         | Хелен Хант          | Номинация                     |                     |
| Австралийская академия кино и телевидения | «Лучшая режиссёрская работа»                           | Бен Льюин           | Номинация                     |                     |
| Австралийская академия кино и телевидения | «Лучшая мужская роль»                                  | Джон Хоукс          | Номинация                     |                     |
| BAFTA                                     | «Лучшая женская роль второго плана»                    | Хелен Хант          | Номинация                     |                     |
| «Оскар»                                   | «Лучшая женская роль второго плана»                    | Хелен Хант          | Номинация                     |                     |